# Artur Raschidowitsch Sainutdinow
Artur Raschidowitsch Sainutdinow (russisch Артур Рашидович Зайнутдинов; * 7. Februar 1992 in Almetjewsk) ist ein ehemaliger russischer Eishockeyspieler mit der Staatsbürgerschaft der Vereinigten Arabischen Emirate, der mit den al-’Ain Theebs zweimal Meister der Vereinigten Arabischen Emirate wurde.

## Karriere
Artur Raschidowitsch Sainutdinow begann seine Karriere als Eishockeyspieler in der Jugendabteilung des Neftjanik Almetjewsk in seiner Heimatstadt, wo er in der drittklassigen Perwaja Liga spielte. Nach zwei Jahren beim Ligarivalen HK Tschelny wechselte er 2011 in die Molodjoschnaja Chokkeinaja Liga zu Reaktor Nischnekamsk, spielte aber auch vereinzelt für Ischstal Ischewsk in der Wysschaja Hockey-Liga. 2012/13 spielte er in Kasachstan und kehrte anschließend für ein Jahr nach Tschelny zurück. Die Saison 2014/15 verbrachte er bei Sokol Nowotscheboksarsk wieder in der Perwaja Liga, ehe er nach Frankreich ging, wo er bei Sports de Glace Annecy ein Jahr in der drittklassigen Division 2 auf dem Eis stand. 2016 wechselte er in die Vereinigten Arabischen Emirate, wo er sechs Jahre für die al-’Ain Theebs spielte und mit dem Klub aus der Oasenstadt 2020 und 2022. Mit dem Klub aus der Oasenstadt im Emirat Abu Dhabi gewann er 2020 und 2022 die Emirates Ice Hockey League. Ab 2022 spielte er bei den Abu Dhabi Scorpions in der Emirates Ice Hockey League, wo er 2023 seine Karriere beendete.

### International
Nach seiner Einbürgerung vertrat Sainutdinow die Vereinigten Arabischen Emirate bei der erfolgreichen Qualifikation zur Weltmeisterschaft der Division III 2019, als er Topscorer und Torschützenkönig des Turniers war und der Weltmeisterschaft der Division III 2022, als der erstmalige Aufstieg in die Division II gelang.

## Erfolge und Auszeichnungen
- 2020 Meister der Vereinigten Arabischen Emirate mit al-’Ain Theebs
- 2022 Meister der Vereinigten Arabischen Emirate mit al-’Ain Theebs

### International
- 2019 Qualifikation für die Division III bei der Qualifikation zur Weltmeisterschaft der Division III
- 2019 Topscorer der Qualifikation zur Weltmeisterschaft der Division III
- 2019 Bester Torschütze der Qualifikation zur Weltmeisterschaft der Division III
- 2022 Aufstieg in die Division II, Gruppe B, bei der Weltmeisterschaft der Division III, Gruppe A